# 904

## Nașteri
- dată necunoscută: Ethelweard  (d. 924)

## Decese
- Kurszán, principe maghiar, partener la conducerea triburilor maghiare alături de Árpád (n. 847)